# Fantan, Kotayk
Fantan là một đô thị thuộc tỉnh Kotayk, Armenia. Dân số ước tính năm 2011 là 1004 người.